# Tivia australica
Tivia australica är en kackerlacksart som beskrevs av Karlis Princis 1954. Tivia australica ingår i släktet Tivia och familjen Polyphagidae. Inga underarter finns listade i Catalogue of Life.